# 克魯皮察
46°59′34″N 33°34′53″E / 46.99278°N 33.58139°E
克魯皮察（烏克蘭語：Крупиця）是位於烏克蘭南部的村莊，由赫爾松州貝里斯拉夫區的新賴斯克市鎮負責管轄。該村面積0.29平方公里，海拔高度57米，2001年人口211，人口密度每平方公里717.7人。